# Base Naval de Rota

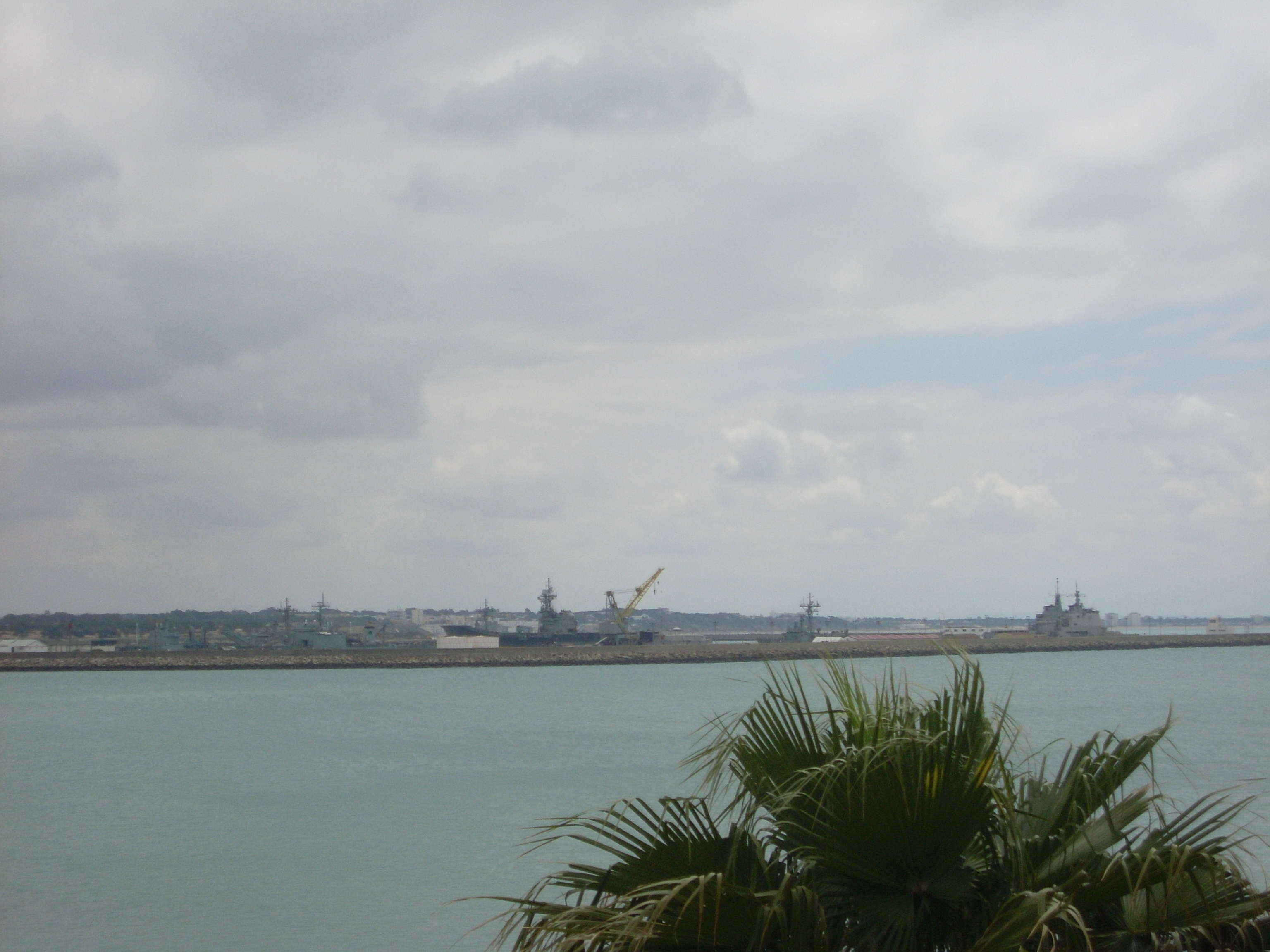
Vista de la Base Naval des del poble de Rota. El complex s'usa com a base logística per a operacions militars a Europa, Nord d'Àfrica i Orient Pròxim.

La base aeronaval hispano-estatunidenca de Rota (Codi IATA: ROZ 
, OACI: LERT), també coneguda com a NAVSTA Rota, se situa en una gran àrea compresa en el terme municipal espanyol de Rota i una part menor compresa en el terme municipal del Puerto de Santa María on es troben les oficines centrals.
És un port naval militar al nord de la badia de Cadis i un aeroport militar d'ús compartit. La base de Rota serveix com a lloc de pas per a avions de càrrega C-5 Galaxy, C-17 Globemaster III i vaixells de tota mena dels EUA i molts altres països pertanyents a l'OTAN, que l'empren per proveir-se de combustible. Els EUA no mantenen ni avions ni vaixells destinats de forma permanent a la base. Espanya disposa de nombrosos vaixells igual que helicòpters i avions tipus Harrier II i Cessna Citation amb seu en aquesta base.

## Història

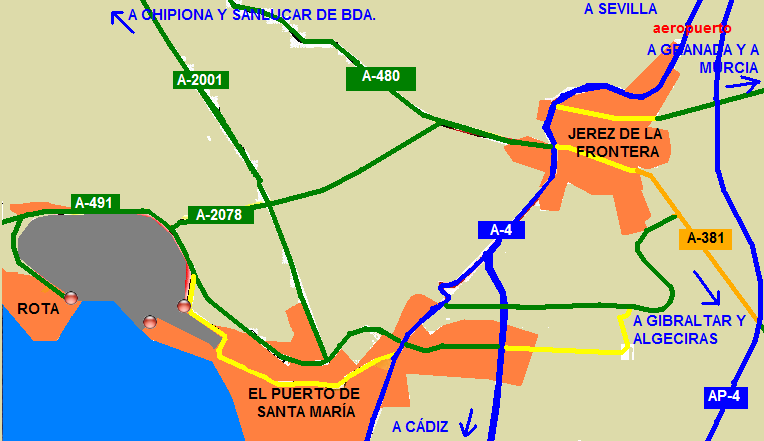
Base Naval en gris

Sota la dictadura del general Franco es van signar al setembre de 1953 els Pactes de Madrid pels quals Espanya permetia als EUA la instal·lació en territori espanyol de quatre bases nord-americanes, una de les quals seria la naval de Rota, a canvi d'ajuda econòmica i militar.
La construcció de la base va començar sota la supervisió de l'Oficina Naval de Drassanes i Ports.
Les àrees comprenien més de 6100 acres de terreny del litoral nord de Cadis,
(una zona d'alt valor estratègic durant la Guerra Freda) compresa entre Rota i El Puerto de Santa María.
L'ús de la base espanyola és conjunt, romanent sota bandera espanyola i sota comandament d'un contraalmirall espanyol.
L'Armada Espanyola és responsable de la seguretat exterior de la base i ambdues marines (l'espanyola i la nord-americana) són responsables de la seguretat interior amb una força conjunta de policia militar (que sol veure's des de la carretera rondant el perímetre).
L'Armada dels Estats Units manté prop de 5000 acres de les de prop de 6000 que té la base. Hi ha uns 2000 ciutadans nord-americans vivint en la mateixa, incloent personal civil, militar i les seves famílies. A part d'aixó, alguns també resideixen a Rota i en El Puerto de Santa María i ja, en menor mesura, en altres ciutats properes a la base.
Depenent de la Base de Rota, també va existir un Destacament Naval a Cartagena, en el que l'armada nord-americana tenia uns polvorins navals (NAVMAG) i dipòsits de combustible (FUEL ANNEX), encara que amb la revisió del Tractat hispà-nord-americà es va cedir totalment el seu ús a l'Armada Espanyola.

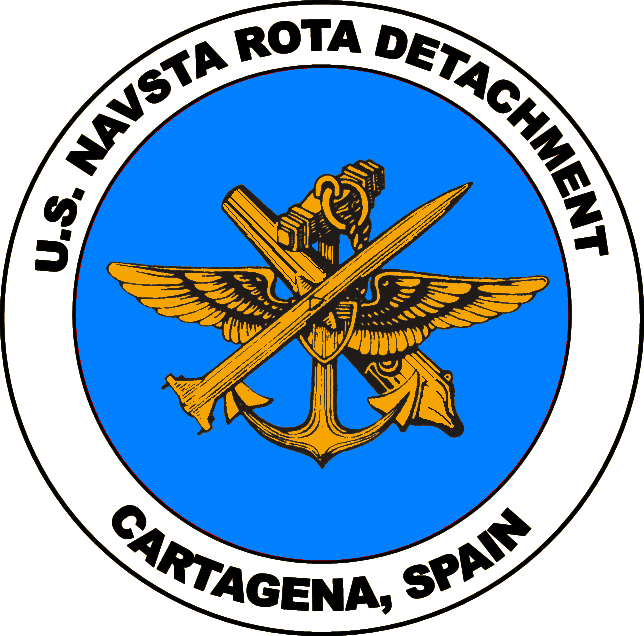

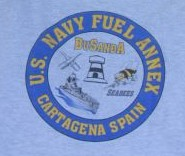
Fuel Annex Cartagena

## Veus en contra
Des de 1985, diversos grups -partits i sindicats d'esquerra, republicans, moviments antisistema, etc.- que advoquen pel pacifisme han protagonitzat anualment marxes en protesta per la presència de forces nord-americanes i material bèl·lic espanyol en aquest port. Les manifestacions recorren els carrers de la localitat fins a finalitzar en una de les portes d'accés a la instal·lacions del complex naval, on representants dels grups llegeixen proclames en favor de la pau, la llibertat i en defensa dels pobles de tot el món, etc.
Les protestes contra la Base provoquen una mica de polèmica entre els veïns de la localitat, polaritzant-los en dues postures, a favor i en contra, ja que aquesta Base genera moltes ocupacions i riquesa a conseqüència dels diners que gasten en aquesta zona els militars i les administracions espanyola i nord-americana.
A part d'això, recentment es va conèixer l'oferiment del govern espanyol a ocultar el pas de submarins nuclears per la base.

## Galeria d'imatges

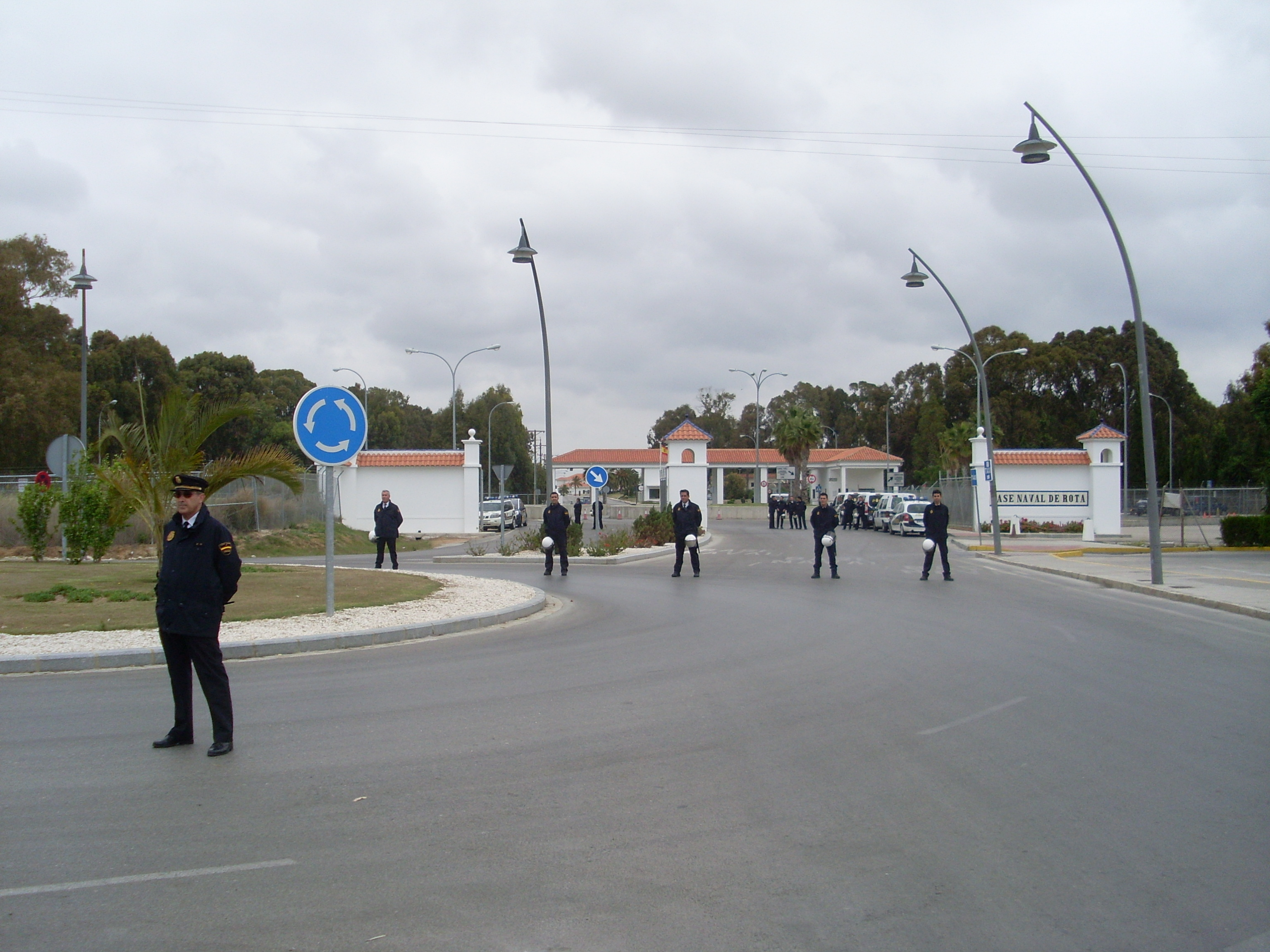
Cordó policial en la porta del complex aeronaval
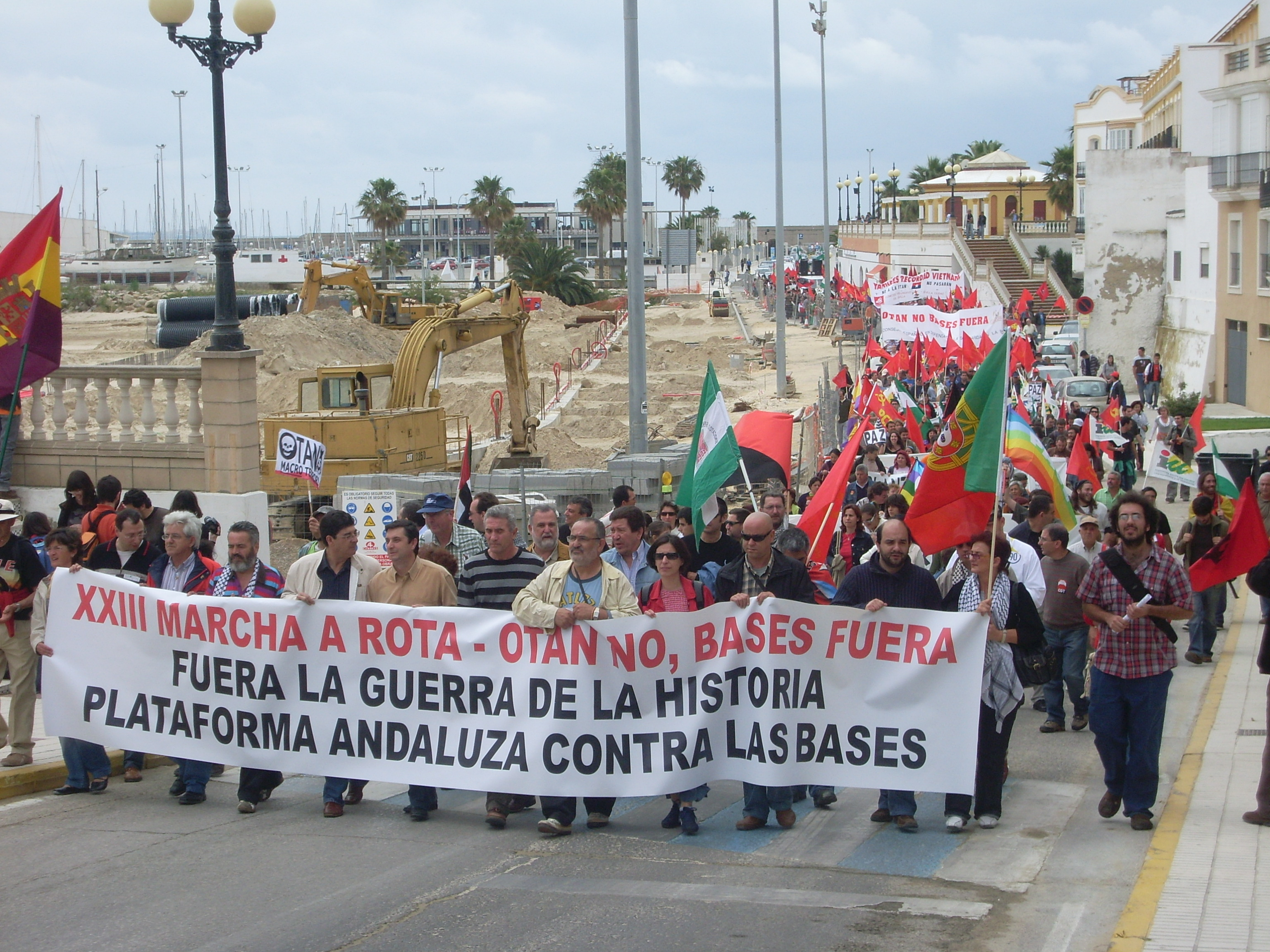
XXIII marxa contra la presència militar nord-americana a la base de Rota
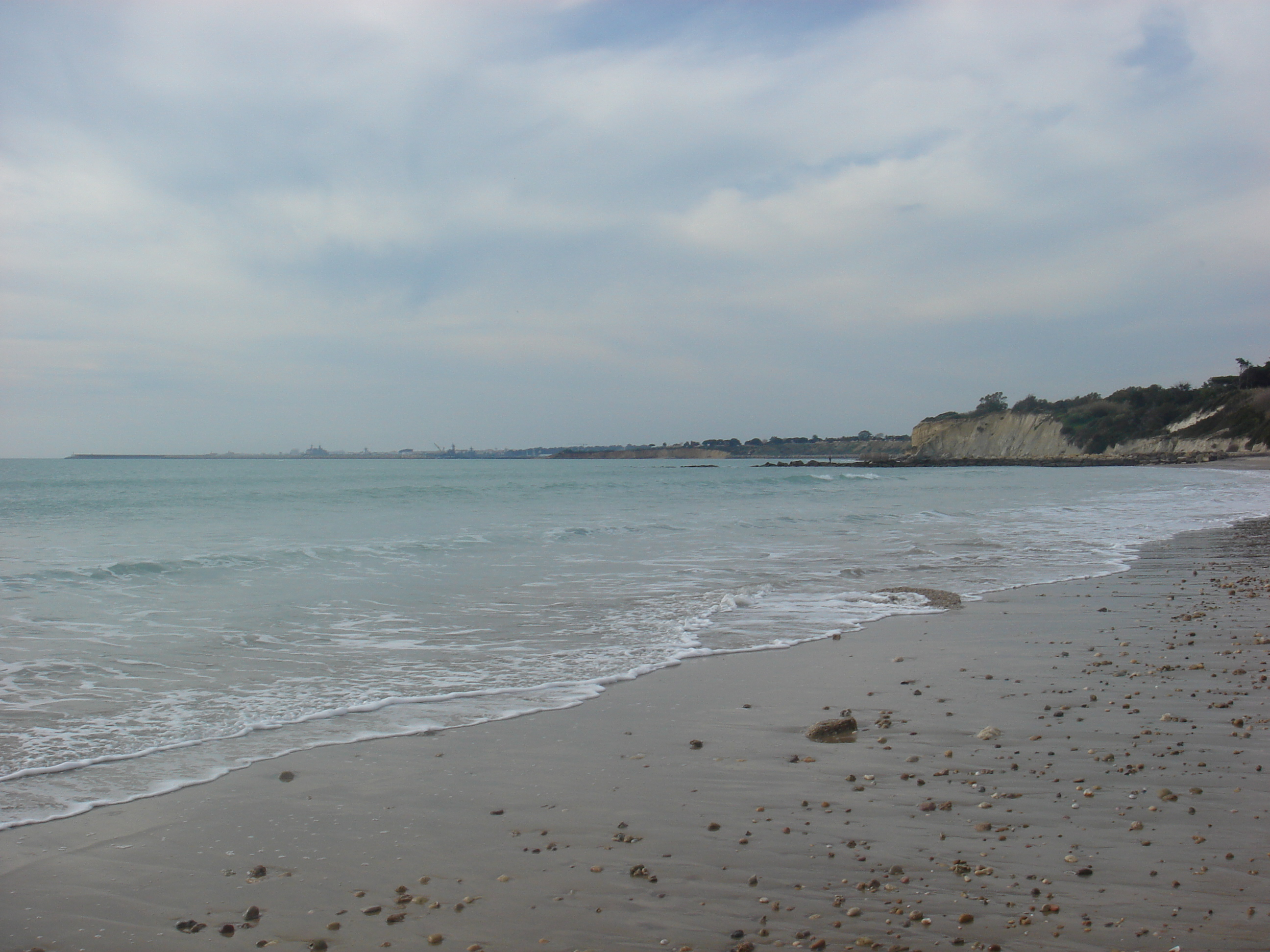
Base de Rota des de la platja de Fuentebravía (El Puerto de Santa María).